# Tenis de mesa en los Juegos Panafricanos de 2023
El Tenis de mesa en los Juegos Panafricanos de 2023 se llevó a cabo del 4 al 10 de marzo de 2024 en el Accra International Conference Centre de Accra, Ghana.

## Resultados

### Masculino
| Evento  | Oro                                                                          | Plata                                                           | Bronce                                                                         |
| ------- | ---------------------------------------------------------------------------- | --------------------------------------------------------------- | ------------------------------------------------------------------------------ |
| Singles | Omar Assar                                                                   | Quadri Aruna                                                    | Ibrahima Diaw                                                                  |
| Singles | Omar Assar                                                                   | Quadri Aruna                                                    | Mohamed El-Beiali                                                              |
| Dobles  | Mehdi Bouloussa Stéphane Ouaiche                                             | Khalid Assar Mohamed Shouman                                    | Youssef Abdel-Aziz Mohamed El-Beiali                                           |
| Dobles  | Mehdi Bouloussa Stéphane Ouaiche                                             | Khalid Assar Mohamed Shouman                                    | Matthew Kuti Taiwo Mati                                                        |
| Equipos | Youssef Abdel-Aziz Omar Assar Khalid Assar Mohamed El-Beiali Mohamed Shouman | Quadri Aruna Matthew Kuti Taiwo Mati Amadi Omeh Olajide Omotayo | Maheidine Bella Mehdi Bouloussa Milhane Jellouli Sami Kherouf Stéphane Ouaiche |
| Equipos | Youssef Abdel-Aziz Omar Assar Khalid Assar Mohamed El-Beiali Mohamed Shouman | Quadri Aruna Matthew Kuti Taiwo Mati Amadi Omeh Olajide Omotayo | Youssef Ben Attia Wassim Essid Khalil Sta                                      |

### Femenino
| Evento  | Oro                                                                  | Plata                                                                      | Bronce                                                     |
| ------- | -------------------------------------------------------------------- | -------------------------------------------------------------------------- | ---------------------------------------------------------- |
| Singles | Hana Goda                                                            | Dina Meshref                                                               | Lucie Mobarek                                              |
| Singles | Hana Goda                                                            | Dina Meshref                                                               | Offiong Edem                                               |
| Dobles  | Mariam Al-Hodaby Marwa Al-Hodaby                                     | Fadwa Garci Abir Haj Salah                                                 | Fatimo Bello Offiong Edem                                  |
| Dobles  | Mariam Al-Hodaby Marwa Al-Hodaby                                     | Fadwa Garci Abir Haj Salah                                                 | Lucie Mobarek Lynda Loghraibi                              |
| Equipos | Mariam Al-Hodaby Marwa Al-Hodaby Hana Goda Yousra Helmy Dina Meshref | Sukurat Aiyelabegan Fatimo Bello Offiong Edem Esther Oribamise Hope Udoaka | Fadwa Garci Abir Haj Salah Maram Zoghlami                  |
| Equipos | Mariam Al-Hodaby Marwa Al-Hodaby Hana Goda Yousra Helmy Dina Meshref | Sukurat Aiyelabegan Fatimo Bello Offiong Edem Esther Oribamise Hope Udoaka | Lailaa Edwards Musfiquh Kalam Danisha Patel Rochica Sonday |

### Mixto
| Evento | Oro                                 | Plata                          | Bronce                                     |
| ------ | ----------------------------------- | ------------------------------ | ------------------------------------------ |
| Dobles | Youssef Abdel-Aziz Mariam Al-Hodaby | Stéphane Ouaiche Lucie Mobarek | Mohamed El-Beiali Marwa Al-Hodaby          |
| Dobles | Youssef Abdel-Aziz Mariam Al-Hodaby | Stéphane Ouaiche Lucie Mobarek | Fabio Rakotoarimanana Hanitra Raharimanana |

## Medallero
| Núm. | País       | Oro | Plata | Bronce | Total |
| ---- | ---------- | --- | ----- | ------ | ----- |
| 1    | Egipto     | 6   | 2     | 3      | 11    |
| 2    | Argelia    | 1   | 1     | 3      | 5     |
| 3    | Nigeria    | 0   | 3     | 3      | 6     |
| 4    | Túnez      | 0   | 1     | 2      | 3     |
| 5    | Madagascar | 0   | 0     | 1      | 1     |
| 5    | Senegal    | 0   | 0     | 1      | 1     |
| 5    | Sudáfrica  | 0   | 0     | 1      | 1     |